# 66. vestlige længdekreds
Den 66. vestlige længdekreds (eller 66 grader vestlig længde) er en længdekreds, der ligger 66 grader vest for nulmeridianen. Den løber gennem Ishavet, Nordamerika, Atlanterhavet, Caribien, Sydamerika, det Sydlige Ishav og Antarktis.